# Daucus carota subsp. carota
Daucus carota subsp. carota es la subespecie autónima de Daucus carota perteneciente a la familia Apiaceae.

## Taxonomía
Daucus carota subsp. carota publicación desconocida.

## Nombres comunes
- Castellano: acenoria, azanoria, bufanagas, carrota, carruchera, cenoria, flor de los platillos, pastana, playa de prados, rompesacos, satanoria, yerba meona, yerba mosquera, zanahoria, zanahoria silvestre.[3]